# Paolo Emilio Sfondrati
Paolo Emilio Sfondrati, italijanski rimskokatoliški duhovnik, škof in kardinal, * 13. september 1560, Milano, † 14. februar 1618.

## Življenjepis
19. decembra 1590 je bil povzdignjen v kardinala.
Leta 1607 je bil imenovan za škofa Cremone in leta 1611 za škofa Albana.